# Pokrovske, Haivoron
Pokrovske (în ucraineană Покровське) este o comună în raionul Haivoron, regiunea Kirovohrad, Ucraina, formată numai din satul de reședință.

## Demografie
Componența lingvistică a comunei Pokrovske
     Ucraineană (99,32%)
     Alte limbi (0,69%)
Conform recensământului din 2001, majoritatea populației comunei Pokrovske era vorbitoare de ucraineană (99,32%), existând în minoritate și vorbitori de alte limbi.